# Lofn
Lofn è una dea della mitologia norrena. Appartenente alla stirpe degli Asi, di lei non si sa praticamente nulla. Snorri Sturluson la descrive come dolce e buona, tanto che Odino e Frigg le hanno concesso di poter unire in matrimonio coloro cui ciò fosse negato: per questo motivo Lofn è particolarmente amata dagli uomini. Il suo nome significa "dolce", "consolatrice".